# 夾竹桃天蛾
粉綠白腰天蛾（學名：Daphnis nerii），屬於天蛾科（Sphingidae）、長喙天蛾亞科（Macroglossinae）、白腰天蛾屬（Daphnis），俗名是夾竹桃天蛾，別名是鷹紋天蛾。在 1758 年林奈（Carl Linnaeus）所著的第十版《自然系統》中紀錄。

## 分布
分布在亞洲、非洲、夏威夷等地，夾竹桃天蛾可以在夏天飛行遷徙到西歐、南歐土耳其等地。

## 食物及習性
夾竹桃天蛾幼蟲以日日春、夾竹桃、沙漠玫瑰等夾竹桃科為主的有毒植物取食。

## 生命週期
幼蟲時期的英文名字是 ，成蟲叫 。成蟲交配後會在幼蟲的食用植物上產下大約100顆卵。卵為黃綠色，略呈橢圓球形，約7天孵化。
幼蟲的身體也呈黃綠色，尾部有一黑色肉刺，一齡時長1cm，二齡時增長為3cm。三齡時身體兩側出現黃線，開始可看見藍色假眼，尾部肉刺增長到6cm，尖端為白色。剛蛻完皮的尾突亦呈白色。
四齡的幼蟲身體兩側呈現白色側線，藍色假眼變大，尾部肉刺長度達到7至8cm，尖端白色，基部黃色。此時，幼蟲的食量和排泄物數量都大幅增加，警戒時會撐大藍色假眼來嚇敵。
五齡幼蟲身體兩側白斑點更為明顯，黑色氣孔清晰可見，尾部肉刺變成黃色，且縮短變成3到4cm（也有褐色的肉刺）。當五齡幼蟲身體變黑甚至不再進食，就是準備化蛹的前兆，一旦找尋到適當的地點，比如疏鬆的泥土，便會鑽入表層內，身體縮短，靜置不動，大約三、四天後蛻皮化蛹。
剛形成的蛹呈淡褐色，一天後顏色變深並有黑色斑點。羽化的前一天，蛹會開始變黑，羽化時，頭部先出來，身體接著出來，最後才展開翅膀。
粉綠白腰天蛾的上翅是青綠色斑紋，停棲時體背中央有一條橫向白褐色斑紋，前翅中線略粉紅色。展翅約70至90毫米。和小紫斑蝶外型類似，惟前翅背面中央有一或兩個大白斑。雄蝶前翅後緣成弧形突出，後翅背面中室附近有一片灰褐色性斑；雌蝶前翅後緣則呈一直線。